# Vikingabyn Valshall

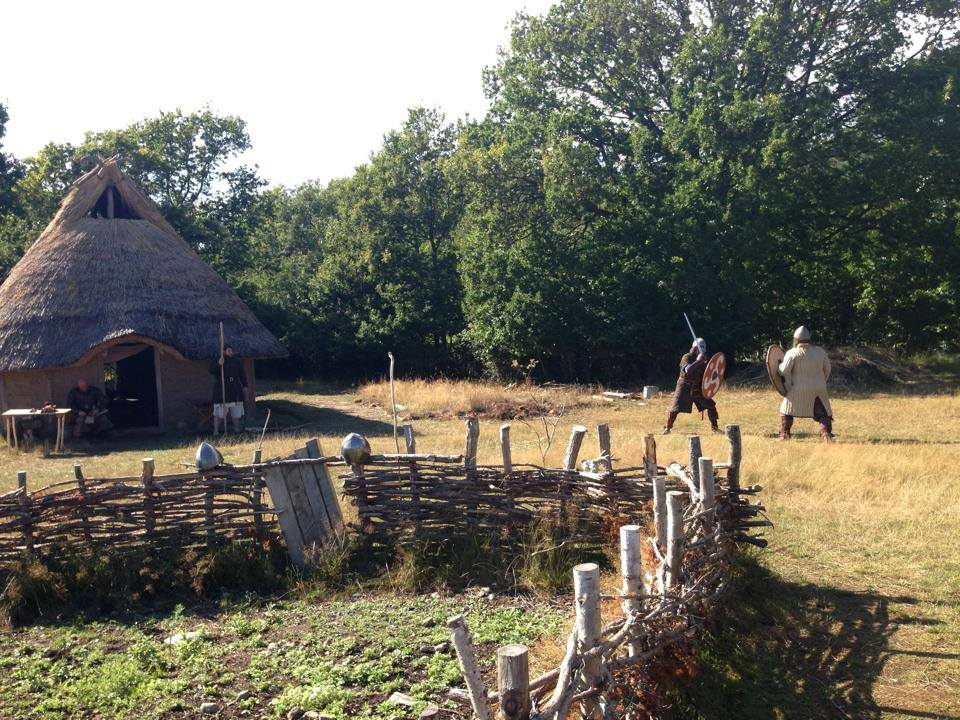
Vy över långhuset, ett av de tidigare påbörjade projekten i byn, med örtagården i förgrunden.

Vikingabyn Valshall är en vikingaby under uppbyggnad på ön Senoren i Blekinge län.
Byn drivs av föreningen Valshalls Hrafnar, som eftersträvar att uppföra samtliga byggnader och projekt efter tidsenliga byggnadstekniker, samt arrangerar en årlig vikingamarknad under hösten.
Föreningen har även en hemsida samt en facebooksida varigenom man bland annat kan boka besöksdagar för skolklasser och dylika evenemang.
Vid bokade evenemang kan deltagarna bland annat få pröva på att göra vikingbröd, skriva sina namn i runor, gå på en historisk vandring genom byn och leka vikingalekar. Man kan även få pröva på tidsenliga byggnadstekniker såsom lerklining och bevittna strid/duell med tidsenlig utrustning.

## Historia
Byn grundades 2010 på Senoren i Blekinge län av Blekinge museum som ett levande projekt, men som snart lades ner då man beslutade att lägga pengar på andra projekt och inköp. Vid denna tid tog Michael Helgesson med företaget Kulturkompaniet över projektet, där man inledde resningen av bland annat ett långhus, kokhus och en gudalund.
2013 stod långhuset färdigt med sytt vasstak, men efter en tid kom Kulturkompaniet fram till beslutet att byn kostade för mycket pengar för att drivas vidare av företaget. År 2014 grundades därför föreningen Valshalls Hrafnar som övertog ansvaret för byn och driver den vidare ideellt.
Föreningen har bland annat fortlöpande arrangerat en årligen återkommande vikingamarknad under sensommaren, samt påbörjat uppförandet av en smedja.